# Offerfesten vid Uppsala tempel

Målningen Midvinterblot, som är konstnären Carl Larssons tolkning av Offerfesten vid Uppsala tempel.

Offerfesten vid Uppsala tempel beskrivs av Adam av Bremen i hans krönika Gesta Hammaburgensis ecclesiæ pontificum, men i avsaknad av andra källor och arkeologiska fynd så bedöms uppgifterna som osäkra.
Adam har i uppgifterna om Sveariket samtalat med den danske vikingakungen Sven Estridsson, vilken växte upp i Gamla Uppsala vid Anund Jakobs hov (därmed rimligen en trovärdig återberättare av angelägenheter rörande den sistnämndes närmaste föregångare), varvid relativt stark trovärdighet ändå måste läggas vid Adams redogörelser.
Det som meddelas av Adam av Bremen är: Vart nionde år firades offerfesten vid templet i Uppsala. En gyllene kedja fanns runt templet. Den lyste på långt håll mot dem som närmade sig templet. Inne i templet fanns tre gudabilder. I mitten satt Tor, den mäktigaste guden. Oden och Frej hade sina platser på var sida om Tor. Vid de stora festerna offrade man både djur och människor för att riktigt behaga gudarna. Kropparna fick sedan hänga i träden utanför templet. Vid ett tillfälle kunde man se sjuttiotvå kroppar i trädet.